# Плівка типу 120

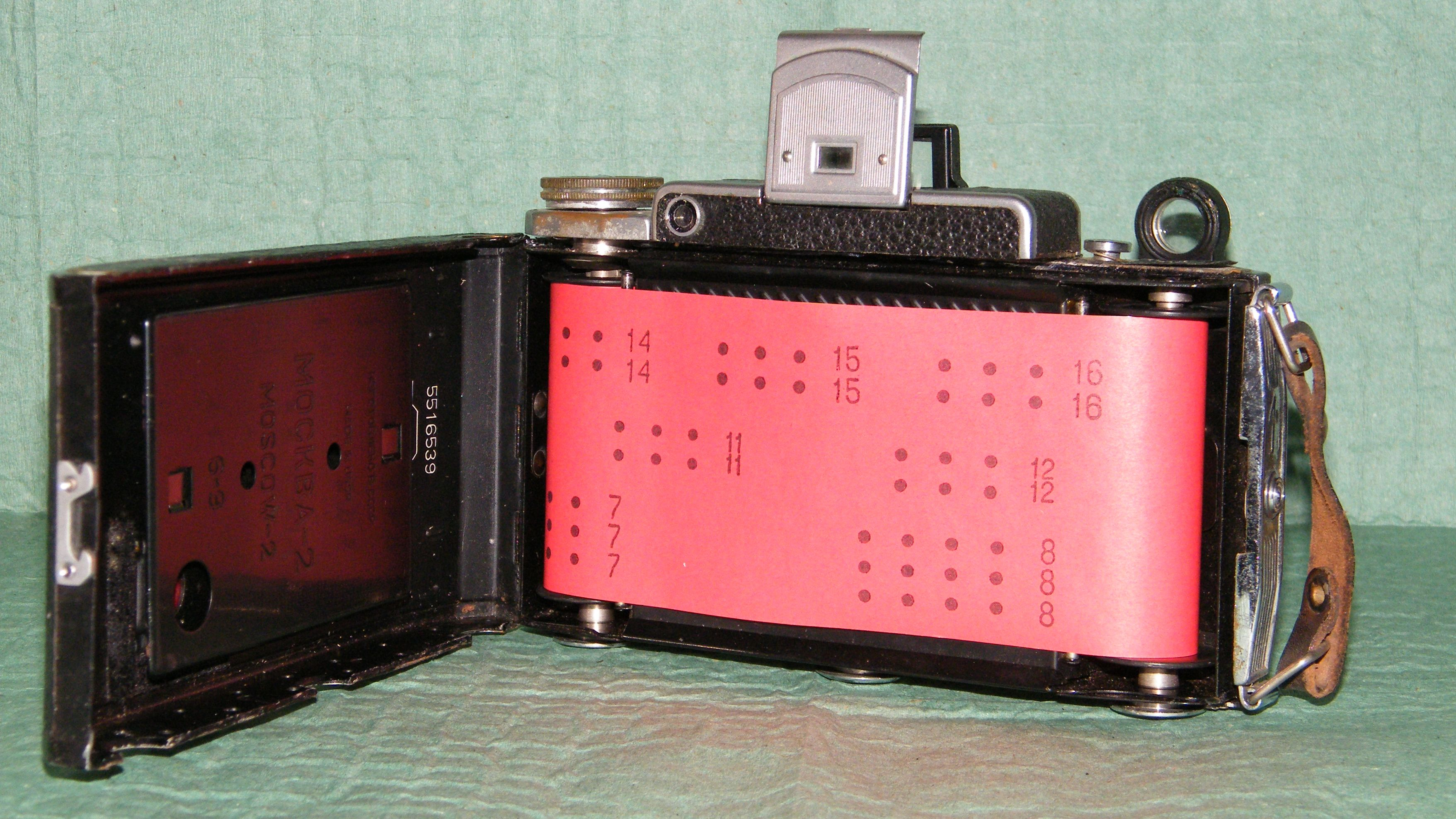
Паперовий ракорд плівки 120 формату в камері

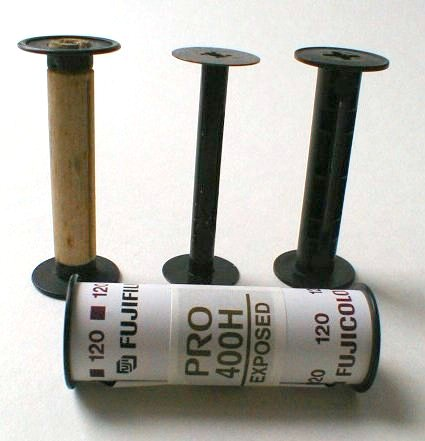
Оригінальна котушка, котушка 220 і котушка 120 (сучасні)

Фотоплівка тип-120 – тип неперфорованої фотоплівки, призначеної для середньоформатних фотокамер.
Формат 120 фотоплівки вперше представлений Кодаком в 1901 році. Першочергово призначалася для любительскої зйомки, але цю роль зайняла плівка 135 формату. 120 формат і його варіант 220 формату дожили до нашого часу і використовуються здебільше професіоналами і ентузіастами.

## Характеристки
Ширина рулону плівки коливається між 60.7мм і 61.7мм. Плівка намотана на котушку. Довжина рулону 85см. Плівка приклеєна до так званого ракорду, довгого шматку світлоізоляційного паперу який дає змогу заряджати плівку в камеру при світлі. На ракорді є позначення номерів кадрів для 3 форматів розміру кадру(6х6, 6х9, 6Х4.5). 220 формат з'явився у 1965 році, має таку ж ширину як і 120тий, але відрізняється довжиною. Довжина 220 в два рази більша, але для того щоб досягти такої довжини в скромні розміри необхідно було позбутися частини ракорда, що унеможливлює використання плівки 220 формату в камерах де лентопротяжний механізм не синхронізовано з взводом затвора. З 2018 року плівка 220 формату не випускається.